# Bezirksklasse Halle-Merseburg 1938/39
De Bezirksklasse Halle-Merseburg 1938/39 was het zesde voetbalkampioenschap van de Bezirksklasse Halle-Merseburg, het tweede niveau onder de Gauliga Mitte en een van de drie reeksen die de tweede klasse vormden. Sportfreunde Halle werd kampioen en nam deel aan de promotie-eindronde en kon deze ook afdwingen.
Door de degradatie van Sportfreunde Halle vorig jaar en het feit dat Bitterfeld geen promotie kon afdwingen betekende dat er dertien teams deelnamen dit seizoen. De laatste vier degradeerden na dit jaar.

## Eindstand
| Plaats | Club                       | Wed. | Saldo | Ptn.  |
| ------ | -------------------------- | ---- | ----- | ----- |
| 1.     | FV Sportfreunde Halle      | 24   | 57:25 | 34:14 |
| 2.     | VfL 1911 Bitterfeld        | 24   | 72:40 | 33:15 |
| 3.     | Hallescher FC Wacker       | 24   | 69:43 | 30:18 |
| 4.     | SpVg Zeitz 1910            | 24   | 67:45 | 29:19 |
| 5.     | SV 1898 Halle              | 24   | 70:50 | 29:19 |
| 6.     | VfL 1912 Merseburg         | 24   | 46:54 | 25:23 |
| 7.     | TSV Leuna 1919             | 24   | 53:50 | 24:24 |
| 8.     | SpVgg Borussia 02 Halle    | 24   | 52:48 | 22:26 |
| 9.     | FV Schwarz-Gelb Weißenfels | 24   | 43:49 | 22:26 |
| 10.    | TuSB Piesteritz            | 24   | 53:66 | 20:28 |
| 11.    | SV Holzweißig              | 24   | 45:73 | 17:31 |
| 12.    | Ammendorfer FC 1910        | 24   | 33:75 | 16:32 |
| 13.    | Sportfreunde Naundorf      | 24   | 28:69 | 11:37 |

|  | Kampioen, deelname promotie-eindronde |
|  | Degradatie naar 1. Kreisklasse        |

## Promotie-eindronde
VfB Hohenleipisch 1912, de kampioen van Elbe-Elster, nam niet deel. De overige vier kampioenen van de 1. Kreisklasse namen het tegen elkaar op, de top twee promoveerde.
| Plaats | Club                     | Wed. | Saldo | Ptn. |
| ------ | ------------------------ | ---- | ----- | ---- |
| 1.     | TuRV 1861 Weißenfels     | 6    | 13:7  | 9:3  |
| 2.     | SV Wacker 05 Nordhausen  | 6    | 12:10 | 7:5  |
| 3.     | VfR Wansleben            | 5    | 7:8   | 4:6  |
| 4.     | VfB Preußen Greppin 1911 | 5    | 7:14  | 2:8  |

|  | Promotie naar Bezirksklasse Halle-Merseburg 1939/40 |